# Akysis fuliginatus
Akysis fuliginatus är en fiskart som beskrevs av Ng och Walter J. Rainboth 2005. Akysis fuliginatus ingår i släktet Akysis och familjen Akysidae. IUCN kategoriserar arten globalt som otillräckligt studerad. Inga underarter finns listade i Catalogue of Life.